# Història de la genètica
Usualment es considera que la història de la genètica comença amb el treball del monjo agustí Gregor Mendel. La seva investigació sobre hibridació en pèsols, publicada el 1866, descriu allò que més tard es coneixeria com les lleis de Mendel.
L'any 1900 marcà el "redescobriment de Mendel" per part d'Hugo de Vries, Carl Correns i Erich von Tschermak, i el 1915 els principis bàsics de la genètica mendeliana havien sigut aplicats a una àmplia varietat d'organismes, destacant notablement el cas de la mosca de la fruita Drosophila melanogaster. Seguint els avenços de Thomas Hunt Morgan en la recerca amb formes mutants de la mosca Drosophila melanogaster, els investigadors Walter Sutton i Thomas Bovery. desenvoluparen la teoria cromosòmica de l'herència, la qual fou àmpliament acceptada abans del 1925. Paral·lelament al treball experimental, els matemàtics desenvoluparen el marc estadístic de la genètica de poblacions, portant la interpretació genètica a l'estudi de l'evolució.
Amb els patrons bàsics de l'herència genètica establerts, molts biòlegs es tornaren cap a investigacions sobre la naturalesa física dels gens. Als anys quaranta i a principis dels cinquanta, els experiments assenyalaren l'ADN com la part dels cromosomes (i potser altres nucleoproteïnes) que contenia gens.
L'enfocament sobre nous organismes model tals com virus i bacteris, juntament amb el descobriment el 1953 de l'estructura en doble hèlix de l'ADN, marcaren la transició a l'era de la genètica molecular. Als anys següents, alguns químics desenvoluparen tècniques per seqüenciar tant àcids nucleics com proteïnes, mentre altres resolien la relació entre aquests dos tipus de biomolècules: el codi genètic. La regulació de l'expressió gènica esdevingué un tema central als anys seixanta, i pels anys setanta aquesta expressió gènica podia ser controlada i manipulada utilitzant enginyeria genètica. Durant les últimes dècades del segle xx molts biòlegs s'enfocaren a projectes genètics a gran escala, seqüenciant genomes sencers.